# Невена Коканова
Невена Коканова (Дупница, 12. децембар 1938 — Софија, 3. јун 2000) била је бугарска филмска глумица, позната као „прва дама бугарске кинематографије”.

## Биографија
Невена Коканова је рођена 12. децембра 1938. године у Дупници. Њена мајка је потицала из познате аустријске аристократске породице, а отац јој је био политички затвореник.
Каријеру је започела са 18 година 1957. у Драмском позоришту у Јамболу, без икаквог посебног образовања. Уследила су позоришта у Габрову и Русеу, као и ангажман у Сатиричном позоришту „Алеко Константинов“ у Софији.
Прву филмску улогу остварила је у филму „Две победи” из 1955. године као статиста са једном репликом. Невена Коканова је потом играла у преко 50 филмских остварења, а њене улоге су неке од најупечатљивијих женских ликова у бугарској кинематографији, од њеног настанка до краја 20. века. Издвајају се Ирина у филму „Тютюн” (1961), Елисавета у филму „Крадљивац бресака” (1964) и Неда у филму „Отклонение” (1967).
Њен супруг је био познати бугарски редитељ Љубомир Шарланџиев, а брат Димитар Коканов такође је био глумац.
Коканова је умрла од рака 3. јуна 2000. године, у 61. години.
У њену част, Министарство културе је основало филмску награду Невена Коканова, за најбољи филмски деби глумица. У Јамболу су позоришни фестивал и драмско позориште названи по њој. Позориште у Дупници такође је названо по њој.